# Anatoli Sofronov
Anatoli Vladimirovici Sofronov (în rusă Анатолий Владимирович Софронов; n. 6/19 ianuarie 1911, Minsk, Imperiul Rus – d. 9 septembrie 1990, Moscova, RSFS Rusă, URSS) a fost un scriitor rus, traducător și jurnalist, poet, scriitor, dramaturg.  A câștigat de două ori Premiului Stalin pentru literatură și artă (în 1948 și 1949). Sofronov a fost distins cu titlul de Erou al Muncii Socialiste în 1981.

## Opere scrise

### Piese de teatru
- Un milion pentru un surâs (Миллион за улыбку, 1959)
- S-a măritat bucătăreasa (Стряпуха замужем, 1961)[3]
- Inel de logodnă (Обручальное кольцо, 1963)
- Fiul (Сын, 1967)
- Nu am încredere în bărbați[4] (Не верьте мужчинам, 1968)
- Un medic ciudat   (Странный доктор, 1970)
- Operație pe inimă (Операция на сердце, 1981)

## Legături externe
- Anatoli Sofronov la Internet Movie Database